# Municipio de Jefferson (condado de Wells)
El municipio de Jefferson (en inglés: Jefferson Township) es un municipio ubicado en el condado de Wells en el estado estadounidense de Indiana. En el año 2010 tenía una población de 5762 habitantes y una densidad poblacional de 47,2 personas por km².

## Geografía
El municipio de Jefferson se encuentra ubicado en las coordenadas 40°52′9″N 85°8′51″O / 40.86917, -85.14750. Según la Oficina del Censo de los Estados Unidos, el municipio tiene una superficie total de 122.06 km², de la cual 121,68 km² corresponden a tierra firme y (0,31 %) 0,38 km² es agua.

## Demografía
Según el censo de 2010, había 5762 personas residiendo en el municipio de Jefferson. La densidad de población era de 47,2 hab./km². De los 5762 habitantes, el municipio de Jefferson estaba compuesto por el 97,66 % blancos, el 0,17 % eran afroamericanos, el 0,24 % eran amerindios, el 0,35 % eran asiáticos, el 0,73 % eran de otras razas y el 0,85 % eran de una mezcla de razas. Del total de la población el 1,42 % eran hispanos o latinos de cualquier raza.